# Amigos de Covadonga
Amigos de la Santina de Covadonga, conocida popularmente como Amigos de Covadonga, es una asociación civil, sin ánimo de lucro, creada en Asturias e inscrita en el Registro de Asociaciones del Principado de Asturias con el número 12360, sección primera. Fue creada con el propósito de divulgar y promover la devoción a la Virgen de Covadonga.

## Historia
Aunque existió una primera Asociación que dejó de tener actividad, la actual se constituyó jurídicamente el 24 de febrero de 2018. 
Al celebrarse en Covadonga en 2018 varios aniversarios: el centenario de la coronación canónica de la Santina y de la creación del parque nacional de los Picos de Europa y los mil trescientos años del origen del Reino de Asturias, la asociación Amigos de Covadonga ha querido sumarse a estas conmemoraciones poniendo a disposición de los visitantes al santuario de Covadonga, un equipo de voluntarios que integran el Servicio de Acogida de Peregrinos (SAP) que realizan visitas guiadas desde mediados de septiembre hasta el 30 de junio de cada año. Estas visitas se realizan, por el momento en castellano, francés y árabe.
El 19 de mayo de 2018, se celebra la Primera Asamblea General en el propio santuario de Covadonga, para promover y difundir la devoción a la Virgen de Covadonga. Se recordaron los fines de la asociación: la vuelta a las raíces cristianas de Europa, la defensa de la vida (desde el primer instante de su concepción hasta su fin natural), la familia y la juventud, junto con la colaboración con el Santuario en distintas tareas: voluntariado de acogida al peregrino, limpieza, conservación y mantenimiento de instalaciones, y difusión de sus actividades, entre otras.
La Asociación dispone de dos mil quinientos socios, de los que una parte no pequeña reside en otras comunidades autónomas españolas y en Hispanoamérica.

## Actividades
- Reunión de Pelayos y Covadongas en el santuario de Covadonga, el 15 de septiembre de 2018.[5]